# Loru dzjrantsk
Loru dzjrantsk (armeniska: Լոռու ջրանցք), eller Lorva dzjrantsk (Լոռվա ջրանցք), är en kanal i Armenien. Den ligger i den nordvästra delen av landet, 100 kilometer norr om huvudstaden Jerevan.